# Wereldbeker zwemmen 2016
De wereldbeker zwemmen 2016 is een serie van negen wedstrijden die gehouden werden van augustus tot en met oktober 2016 in negen verschillende steden in Azië en Europa. De Rus Vladimir Morozov bij de mannen en de Hongaarse Katinka Hosszú bij de vrouwen wonnen dit jaar de wereldbeker.

## Kalender
| # | Data                      | Locatie   | Resultaten |
| - | ------------------------- | --------- | ---------- |
| 1 | 26 en 27 augustus         | Chartres  | [ 1 ]      |
| 2 | 30 en 31 augustus         | Berlijn   | [ 2 ]      |
| 3 | 3 en 4 september          | Moskou    | [ 3 ]      |
| 4 | 30 september en 1 oktober | Peking    | [ 4 ]      |
| 5 | 4 en 5 oktober            | Dubai     | [ 5 ]      |
| 6 | 8 en 9 oktober            | Doha      | [ 6 ]      |
| 7 | 21 en 22 oktober          | Singapore | [ 7 ]      |
| 8 | 25 en 26 oktober          | Tokio     | [ 8 ]      |
| 9 | 29 en 30 oktober          | Hongkong  | [ 9 ]      |

## Klassementen

### Mannen
| Rang | Naam             | Land | Punten (Bonuspunten) | Punten (Bonuspunten) | Punten (Bonuspunten) | Punten (Bonuspunten) | Punten (Bonuspunten) | Punten (Bonuspunten) | Punten (Bonuspunten) | Punten (Bonuspunten) | Punten (Bonuspunten) | Totaal |
| Rang | Naam             | Land | CHA                  | BER                  | MOS                  | PEK                  | DUB                  | DOH                  | SIN                  | TOK                  | HON                  | Totaal |
| ---- | ---------------- | ---- | -------------------- | -------------------- | -------------------- | -------------------- | -------------------- | -------------------- | -------------------- | -------------------- | -------------------- | ------ |
| 1    | Vladimir Morozov | RUS  | 86                   | 86                   | 54                   | 81                   | 81                   | 48                   | 78                   | 69                   | 57                   | 640    |
| 2    | Chad le Clos     | RSA  | 60                   | 63                   | 69                   | 54                   | 63                   | 78                   | 42                   | 33                   | 54                   | 516    |
| 3    | Daiya Seto       | JPN  | –                    | –                    | –                    | 36                   | 60                   | 75                   | 51                   | 60                   | 48                   | 330    |
| 4    | Philip Heintz    | GER  | 54                   | 48                   | 36                   | 30                   | 33                   | 33                   | 18                   | 15                   | 6                    | 273    |
| 5    | Pavel Sankovitsj | BLR  | 21                   | 18                   | 27                   | 27                   | 33                   | 33                   | 27                   | 15                   | 30                   | 231    |
| 6    | Robert Hurley    | AUS  | 27                   | 33                   | 39                   | 30                   | 45                   | 39                   | –                    | –                    | –                    | 213    |
| 7    | Marco Koch       | GER  | 0                    | 39                   | 30                   | 12                   | 12                   | 24                   | 36                   | 30                   | 21                   | 204    |
| 8    | Mitch Larkin     | AUS  | 27                   | 18                   | 33                   | –                    | –                    | –                    | 30                   | 21                   | 27                   | 156    |
| 9    | Felipe Lima      | BRA  | 6                    | 6                    | 15                   | 21                   | 21                   | 21                   | 21                   | 21                   | 24                   | 156    |
| 10   | James Guy        | GBR  | 18                   | 24                   | 24                   | –                    | 15                   | 18                   | 9                    | –                    | 15                   | 123    |

### Vrouwen
| Rang | Naam              | Land | Punten (Bonuspunten) | Punten (Bonuspunten) | Punten (Bonuspunten) | Punten (Bonuspunten) | Punten (Bonuspunten) | Punten (Bonuspunten) | Punten (Bonuspunten) | Punten (Bonuspunten) | Punten (Bonuspunten) | Totaal |
| Rang | Naam              | Land | CHA                  | BER                  | MOS                  | PEK                  | DUB                  | DOH                  | SIN                  | TOK                  | HON                  | Totaal |
| ---- | ----------------- | ---- | -------------------- | -------------------- | -------------------- | -------------------- | -------------------- | -------------------- | -------------------- | -------------------- | -------------------- | ------ |
| 1    | Katinka Hosszú    | HUN  | 129                  | 129                  | 120                  | 177                  | 144                  | 144                  | 138                  | 138                  | 138                  | 1197   |
| 2    | Alia Atkinson     | JAM  | 76                   | 45                   | –                    | 54                   | 60                   | 54                   | 54                   | 74                   | 63                   | 480    |
| 3    | Jeanette Ottesen  | DEN  | 45                   | 48                   | 48                   | 60                   | 48                   | 60                   | 45                   | 45                   | 42                   | 441    |
| 4    | Joelia Jefimova   | RUS  | 24                   | 30                   | 66                   | 24                   | 30                   | 36                   | 51                   | 45                   | 54                   | 360    |
| 5    | Daryna Zevina     | UKR  | 45                   | 24                   | 51                   | 21                   | 48                   | 30                   | 21                   | 12                   | 18                   | 270    |
| 6    | Zsuzsanna Jakabos | HUN  | 18                   | 24                   | 36                   | 18                   | 39                   | 39                   | 33                   | 12                   | 30                   | 249    |
| 7    | Emily Seebohm     | AUS  | 33                   | 30                   | 42                   | –                    | –                    | –                    | 51                   | 33                   | 48                   | 237    |
| 8    | Katie Meili       | USA  | 21                   | 45                   | 45                   | 24                   | 24                   | 27                   | –                    | –                    | –                    | 186    |
| 9    | Madeline Groves   | AUS  | 27                   | 45                   | –                    | 6                    | 21                   | 39                   | 0                    | 9                    | 9                    | 156    |
| 10   | Rie Kaneto        | JPN  | 12                   | 12                   | 15                   | 36                   | 30                   | 30                   | –                    | 12                   | –                    | 147    |

## Dagzeges

### Vrije slag

#### 50 meter
| Wedstrijd    | Mannen           | Mannen | Mannen | Vrouwen          | Vrouwen | Vrouwen |
| Wedstrijd    | Winnaar          | Land   | Tijd   | Winnaar          | Land    | Tijd    |
| ------------ | ---------------- | ------ | ------ | ---------------- | ------- | ------- |
| 1. Chartres  | Vladimir Morozov | RUS    | 20,81  | Jeanette Ottesen | DEN     | 23,72   |
| 2. Berlijn   | Vladimir Morozov | RUS    | 20,79  | Jeanette Ottesen | DEN     | 23,58   |
| 3. Moskou    | Vladimir Morozov | RUS    | 20,98  | Jeanette Ottesen | DEN     | 23,95   |
| 4. Peking    | Vladimir Morozov | RUS    | 21,06  | Zhu Menghui      | CHN     | 24,00   |
| 4. Peking    | Vladimir Morozov | RUS    | 21,06  | Jeanette Ottesen | DEN     | 24,00   |
| 5. Dubai     | Vladimir Morozov | RUS    | 20,88  | Jeanette Ottesen | DEN     | 24,12   |
| 6. Doha      | Vladimir Morozov | RUS    | 21,05  | Jeanette Ottesen | DEN     | 23,84   |
| 7. Singapore | Vladimir Morozov | RUS    | 20,86  | Jeanette Ottesen | DEN     | 24,07   |
| 8. Tokio     | Vladimir Morozov | RUS    | 20,73  | Jeanette Ottesen | DEN     | 23,80   |
| 9. Hongkong  | Vladimir Morozov | RUS    | 21,16  | Jeanette Ottesen | DEN     | 23,95   |

#### 100 meter
| Wedstrijd    | Mannen           | Mannen | Mannen | Vrouwen          | Vrouwen | Vrouwen |
| Wedstrijd    | Winnaar          | Land   | Tijd   | Winnaar          | Land    | Tijd    |
| ------------ | ---------------- | ------ | ------ | ---------------- | ------- | ------- |
| 1. Chartres  | Vladimir Morozov | RUS    | 45,57  | Jeanette Ottesen | DEN     | 51,84   |
| 2. Berlijn   | Vladimir Morozov | RUS    | 45,79  | Jeanette Ottesen | DEN     | 51,87   |
| 3. Moskou    | Vladimir Morozov | RUS    | 46,36  | Jeanette Ottesen | DEN     | 51,75   |
| 4. Peking    | Vladimir Morozov | RUS    | 45,99  | Jeanette Ottesen | DEN     | 51,93   |
| 5. Dubai     | Vladimir Morozov | RUS    | 46,71  | Jeanette Ottesen | DEN     | 51,77   |
| 6. Doha      | Vladimir Morozov | RUS    | 45,77  | Jeanette Ottesen | DEN     | 51,58   |
| 7. Singapore | Vladimir Morozov | RUS    | 45,92  | Jeanette Ottesen | DEN     | 51,97   |
| 8. Tokio     | Kyle Chalmers    | AUS    | 46,12  | Jeanette Ottesen | DEN     | 51,94   |
| 9. Hongkong  | Shinri Shioura   | JPN    | 47,15  | Jeanette Ottesen | DEN     | 52,46   |

#### 200 meter
| Wedstrijd    | Mannen         | Mannen | Mannen  | Vrouwen        | Vrouwen | Vrouwen |
| Wedstrijd    | Winnaar        | Land   | Tijd    | Winnaar        | Land    | Tijd    |
| ------------ | -------------- | ------ | ------- | -------------- | ------- | ------- |
| 1. Chartres  | Philip Heintz  | GER    | 1.43,13 | Katinka Hosszú | HUN     | 1.53,34 |
| 2. Berlijn   | James Guy      | GBR    | 1.42,22 | Katinka Hosszú | HUN     | 1.52,08 |
| 3. Moskou    | James Guy      | GBR    | 1.43,77 | Katinka Hosszú | HUN     | 1.54,40 |
| 4. Peking    | Myles Brown    | RSA    | 1.43,60 | Katinka Hosszú | HUN     | 1.53,89 |
| 5. Dubai     | Myles Brown    | RSA    | 1.43,11 | Katinka Hosszú | HUN     | 1.54,37 |
| 6. Doha      | Chad le Clos   | RSA    | 1.42,84 | Katinka Hosszú | HUN     | 1.53,29 |
| 7. Singapore | Kyle Chalmers  | AUS    | 1.42,67 | Katinka Hosszú | HUN     | 1.53,17 |
| 8. Tokio     | Kyle Chalmers  | AUS    | 1.42,42 | Katinka Hosszú | HUN     | 1.53,34 |
| 9. Hongkong  | Pieter Timmers | BEL    | 1.44,57 | Katinka Hosszú | HUN     | 1.53,98 |

#### 400 meter
| Wedstrijd    | Mannen               | Mannen | Mannen  | Vrouwen        | Vrouwen | Vrouwen |
| Wedstrijd    | Winnaar              | Land   | Tijd    | Winnaar        | Land    | Tijd    |
| ------------ | -------------------- | ------ | ------- | -------------- | ------- | ------- |
| 1. Chartres  | Jordan Pothain       | FRA    | 3.40,56 | Katinka Hosszú | HUN     | 4.02,83 |
| 2. Berlijn   | James Guy            | GBR    | 3.39,20 | Katinka Hosszú | HUN     | 4.02,11 |
| 3. Moskou    | James Guy            | GBR    | 3.40,70 | Katinka Hosszú | HUN     | 4.01,20 |
| 4. Peking    | Myles Brown          | RSA    | 3.40,38 | Katinka Hosszú | HUN     | 4.01,65 |
| 5. Dubai     | Robert Hurley        | AUS    | 3.41,94 | Katinka Hosszú | HUN     | 4.03,14 |
| 6. Doha      | Myles Brown          | RSA    | 3.39,78 | Katinka Hosszú | HUN     | 4.03,94 |
| 7. Singapore | Mychailo Romantsjoek | UKR    | 3.40,64 | Katinka Hosszú | HUN     | 4.01,18 |
| 8. Tokio     | Mychailo Romantsjoek | UKR    | 3.39,67 | Boglárka Kapás | HUN     | 3.59,15 |
| 9. Hongkong  | Mychailo Romantsjoek | UKR    | 3.40,18 | Katinka Hosszú | HUN     | 4.05,31 |

#### 1500/800 meter
| Wedstrijd    | Mannen               | Mannen | Mannen      | Vrouwen          | Vrouwen | Vrouwen |
| Wedstrijd    | Winnaar              | Land   | Tijd        | Winnaar          | Land    | Tijd    |
| ------------ | -------------------- | ------ | ----------- | ---------------- | ------- | ------- |
| 1. Chartres  | Jan Micka            | CZE    | 14.56,21    | Franziska Hentke | GER     | 8.24,66 |
| 2. Berlijn   | Florian Wellbrock    | GER    | 14.35,76    | Franziska Hentke | GER     | 8.22,83 |
| 3. Moskou    | Poul Zellmann        | GER    | 14.59,78    | Katinka Hosszú   | HUN     | 8.26,24 |
| 4. Peking    | Qiu Ziao             | CHN    | 14.35,45    | Hou Yawen        | CHN     | 8.16,81 |
| 5. Dubai     | Myles Brown          | RSA    | 14.46,49    | Katinka Hosszú   | HUN     | 8.27,45 |
| 6. Doha      | Gergely Gyurta       | HUN    | 14.32,69    | Katinka Hosszú   | HUN     | 8.27,58 |
| 7. Singapore | Mychailo Romantsjoek | UKR    | 14.15,49 WC | Boglárka Kapás   | HUN     | 8.17,54 |
| 8. Tokio     | Mychailo Romantsjoek | UKR    | 14.26,39    | Boglárka Kapás   | HUN     | 8.12,79 |
| 9. Hongkong  | Mychailo Romantsjoek | UKR    | 14.18,53    | Katinka Hosszú   | HUN     | 8.21,09 |

### Rugslag

#### 50 meter
| Wedstrijd    | Mannen           | Mannen | Mannen | Vrouwen        | Vrouwen | Vrouwen |
| Wedstrijd    | Winnaar          | Land   | Tijd   | Winnaar        | Land    | Tijd    |
| ------------ | ---------------- | ------ | ------ | -------------- | ------- | ------- |
| 1. Chartres  | Jérémy Stravius  | FRA    | 22,85  | Emily Seebohm  | AUS     | 26,15   |
| 2. Berlijn   | Pavel Sankovitsj | BLR    | 23,14  | Emily Seebohm  | AUS     | 26,38   |
| 3. Moskou    | Pavel Sankovitsj | BLR    | 23,13  | Daryna Zevina  | UKR     | 26,25   |
| 4. Peking    | Pavel Sankovitsj | BLR    | 23,18  | Katinka Hosszú | HUN     | 26,68   |
| 5. Dubai     | Robert Hurley    | AUS    | 23,33  | Katinka Hosszú | HUN     | 26,35   |
| 6. Doha      | Pavel Sankovitsj | BLR    | 23,05  | Katinka Hosszú | HUN     | 26,38   |
| 7. Singapore | Pavel Sankovitsj | BLR    | 23,01  | Emily Seebohm  | AUS     | 26,18   |
| 8. Tokio     | Junya Koga       | JPN    | 23,17  | Katinka Hosszú | HUN     | 26,23   |
| 9. Hongkong  | Pavel Sankovitsj | BLR    | 23,02  | Katinka Hosszú | HUN     | 26,40   |

#### 100 meter
| Wedstrijd    | Mannen           | Mannen | Mannen | Vrouwen        | Vrouwen | Vrouwen |
| Wedstrijd    | Winnaar          | Land   | Tijd   | Winnaar        | Land    | Tijd    |
| ------------ | ---------------- | ------ | ------ | -------------- | ------- | ------- |
| 1. Chartres  | Robert Hurley    | AUS    | 50,51  | Katinka Hosszú | HUN     | 55,93   |
| 2. Berlijn   | Stanislav Donets | RUS    | 50,06  | Katinka Hosszú | HUN     | 55,60   |
| 3. Moskou    | Mitch Larkin     | AUS    | 49,62  | Katinka Hosszú | HUN     | 56,08   |
| 4. Peking    | Xu Jiayu         | CHN    | 50,22  | Katinka Hosszú | HUN     | 56,56   |
| 5. Dubai     | Pavel Sankovitsj | BLR    | 50,20  | Katinka Hosszú | HUN     | 56,56   |
| 6. Doha      | Robert Hurley    | AUS    | 50,20  | Katinka Hosszú | HUN     | 56,44   |
| 7. Singapore | Mitch Larkin     | AUS    | 50,25  | Katinka Hosszú | HUN     | 55,80   |
| 8. Tokio     | Mitch Larkin     | AUS    | 50,23  | Katinka Hosszú | HUN     | 55,59   |
| 9. Hongkong  | Stanislav Donets | RUS    | 50,46  | Katinka Hosszú | HUN     | 56,30   |

#### 200 meter
| Wedstrijd    | Mannen        | Mannen | Mannen  | Vrouwen        | Vrouwen | Vrouwen    |
| Wedstrijd    | Winnaar       | Land   | Tijd    | Winnaar        | Land    | Tijd       |
| ------------ | ------------- | ------ | ------- | -------------- | ------- | ---------- |
| 1. Chartres  | Mitch Larkin  | AUS    | 1.50,10 | Daryna Zevina  | UKR     | 1.59,35 WC |
| 2. Berlijn   | Mitch Larkin  | AUS    | 1.48,81 | Katinka Hosszú | HUN     | 2.00,52    |
| 3. Moskou    | Mitch Larkin  | AUS    | 1.48,31 | Daryna Zevina  | UKR     | 2.00,47    |
| 4. Peking    | Xu Jiayu      | CHN    | 1.51,50 | Daryna Zevina  | UKR     | 2.01,61    |
| 5. Dubai     | Robert Hurley | AUS    | 1.52,53 | Daryna Zevina  | UKR     | 2.00,97    |
| 6. Doha      | Robert Hurley | AUS    | 1.51,70 | Daryna Zevina  | UKR     | 2.01,25    |
| 7. Singapore | Mitch Larkin  | AUS    | 1.50,22 | Katinka Hosszú | HUN     | 2.01,66    |
| 8. Tokio     | Masaki Kaneko | JPN    | 1.49,89 | Katinka Hosszú | HUN     | 2.01,72    |
| 9. Hongkong  | Mitch Larkin  | AUS    | 1.50,33 | Katinka Hosszú | HUN     | 2.02,28    |

### Schoolslag

#### 50 meter
| Wedstrijd    | Mannen                | Mannen | Mannen | Vrouwen         | Vrouwen | Vrouwen  |
| Wedstrijd    | Winnaar               | Land   | Tijd   | Winnaar         | Land    | Tijd     |
| ------------ | --------------------- | ------ | ------ | --------------- | ------- | -------- |
| 1. Chartres  | Cameron van der Burgh | RSA    | 25,98  | Alia Atkinson   | JAM     | 29,25    |
| 2. Berlijn   | Cameron van der Burgh | RSA    | 25,75  | Alia Atkinson   | JAM     | 29,00    |
| 3. Moskou    | Cameron van der Burgh | RSA    | 25,88  | Joelia Jefimova | RUS     | 29,19    |
| 4. Peking    | Felipe Lima           | BRA    | 26,10  | Alia Atkinson   | JAM     | 29,15    |
| 5. Dubai     | Felipe Lima           | BRA    | 26,02  | Alia Atkinson   | JAM     | 29,02    |
| 6. Doha      | Felipe Lima           | BRA    | 26,14  | Alia Atkinson   | JAM     | 28,98    |
| 7. Singapore | Felipe Lima           | BRA    | 26,19  | Alia Atkinson   | JAM     | 28,91    |
| 8. Tokio     | Felipe Lima           | BRA    | 26,25  | Alia Atkinson   | JAM     | 28,64 WR |
| 9. Hongkong  | Felipe Lima           | BRA    | 26,32  | Alia Atkinson   | JAM     | 29,20    |

#### 100 meter
| Wedstrijd    | Mannen                | Mannen | Mannen | Vrouwen         | Vrouwen | Vrouwen    |
| Wedstrijd    | Winnaar               | Land   | Tijd   | Winnaar         | Land    | Tijd       |
| ------------ | --------------------- | ------ | ------ | --------------- | ------- | ---------- |
| 1. Chartres  | Cameron van der Burgh | RSA    | 56,42  | Alia Atkinson   | JAM     | 1.02,36 WR |
| 2. Berlijn   | Cameron van der Burgh | RSA    | 56,56  | Katie Meili     | USA     | 1.02,92    |
| 3. Moskou    | Cameron van der Burgh | RSA    | 56,64  | Joelia Jefimova | RUS     | 1.02,91    |
| 4. Peking    | Vladimir Morozov      | RUS    | 56,33  | Alia Atkinson   | JAM     | 1.03,42    |
| 5. Dubai     | Vladimir Morozov      | RUS    | 56,52  | Katie Meili     | USA     | 1.03,26    |
| 6. Doha      | Vladimir Morozov      | RUS    | 56,97  | Alia Atkinson   | JAM     | 1.03,18    |
| 7. Singapore | Vladimir Morozov      | RUS    | 56,80  | Alia Atkinson   | JAM     | 1.02,40    |
| 8. Tokio     | Vladimir Morozov      | RUS    | 56,80  | Alia Atkinson   | JAM     | 1.02,91    |
| 9. Hongkong  | Felipe Lima           | BRA    | 57,32  | Alia Atkinson   | JAM     | 1.02,68    |

#### 200 meter
| Wedstrijd    | Mannen                | Mannen | Mannen  | Vrouwen         | Vrouwen | Vrouwen |
| Wedstrijd    | Winnaar               | Land   | Tijd    | Winnaar         | Land    | Tijd    |
| ------------ | --------------------- | ------ | ------- | --------------- | ------- | ------- |
| 1. Chartres  | Cameron van der Burgh | RSA    | 2.05,12 | Rie Kaneto      | JPN     | 2.16,99 |
| 2. Berlijn   | Marco Koch            | GER    | 2.01,92 | Rie Kaneto      | JPN     | 2.16,27 |
| 3. Moskou    | Marco Koch            | GER    | 2.01,94 | Joelia Jefimova | RUS     | 2.16,54 |
| 4. Peking    | Marco Koch            | GER    | 2.03,21 | Rie Kaneto      | JPN     | 2.15,91 |
| 5. Dubai     | Marco Koch            | GER    | 2.03,41 | Rie Kaneto      | JPN     | 2.16,30 |
| 6. Doha      | Marco Koch            | GER    | 2.02,13 | Rie Kaneto      | JPN     | 2.15,76 |
| 7. Singapore | Marco Koch            | GER    | 2.01,41 | Breeja Larson   | USA     | 2.18,95 |
| 8. Tokio     | Marco Koch            | GER    | 2.01,43 | Rie Kaneto      | JPN     | 2.16,75 |
| 9. Hongkong  | Marco Koch            | GER    | 2.02,31 | Joelia Jefimova | RUS     | 2.16,49 |

### Vlinderslag

#### 50 meter
| Wedstrijd    | Mannen       | Mannen | Mannen | Vrouwen          | Vrouwen | Vrouwen |
| Wedstrijd    | Winnaar      | Land   | Tijd   | Winnaar          | Land    | Tijd    |
| ------------ | ------------ | ------ | ------ | ---------------- | ------- | ------- |
| 1. Chartres  | Chad le Clos | RSA    | 22,17  | Jeanette Ottesen | DEN     | 25,09   |
| 2. Berlijn   | Chad le Clos | RSA    | 22,15  | Jeanette Ottesen | DEN     | 24,95   |
| 3. Moskou    | Chad le Clos | RSA    | 22,06  | Jeanette Ottesen | DEN     | 25,02   |
| 4. Peking    | Chad le Clos | RSA    | 22,14  | Jeanette Ottesen | DEN     | 25,16   |
| 5. Dubai     | Chad le Clos | RSA    | 22,08  | Jeanette Ottesen | DEN     | 25,16   |
| 6. Doha      | Chad le Clos | RSA    | 22,36  | Jeanette Ottesen | DEN     | 25,13   |
| 7. Singapore | Chad le Clos | RSA    | 22,33  | Jeanette Ottesen | DEN     | 25,11   |
| 8. Tokio     | Chad le Clos | RSA    | 22,30  | Jeanette Ottesen | DEN     | 25,05   |
| 9. Hongkong  | Chad le Clos | RSA    | 22,31  | Jeanette Ottesen | DEN     | 25,65   |

#### 100 meter
| Wedstrijd    | Mannen       | Mannen | Mannen | Vrouwen          | Vrouwen | Vrouwen |
| Wedstrijd    | Winnaar      | Land   | Tijd   | Winnaar          | Land    | Tijd    |
| ------------ | ------------ | ------ | ------ | ---------------- | ------- | ------- |
| 1. Chartres  | Chad le Clos | RSA    | 49,05  | Katinka Hosszú   | HUN     | 56,09   |
| 2. Berlijn   | Chad le Clos | RSA    | 48,66  | Jeanette Ottesen | DEN     | 55,86   |
| 3. Moskou    | Chad le Clos | RSA    | 49,01  | Jeanette Ottesen | DEN     | 55,80   |
| 4. Peking    | Chad le Clos | RSA    | 49,35  | Jeanette Ottesen | DEN     | 56,37   |
| 5. Dubai     | Chad le Clos | RSA    | 49,14  | Jeanette Ottesen | DEN     | 56,11   |
| 6. Doha      | Chad le Clos | RSA    | 50,23  | Jeanette Ottesen | DEN     | 55,93   |
| 7. Singapore | Chad le Clos | RSA    | 49,26  | Katinka Hosszú   | HUN     | 56,02   |
| 8. Tokio     | Chad le Clos | RSA    | 49,45  | Kelsi Worrell    | USA     | 55,84   |
| 9. Hongkong  | Chad le Clos | RSA    | 49,52  | Kelsi Worrell    | USA     | 55,49   |

#### 200 meter
| Wedstrijd    | Mannen       | Mannen | Mannen  | Vrouwen           | Vrouwen | Vrouwen |
| Wedstrijd    | Winnaar      | Land   | Tijd    | Winnaar           | Land    | Tijd    |
| ------------ | ------------ | ------ | ------- | ----------------- | ------- | ------- |
| 1. Chartres  | Chad le Clos | RSA    | 1.51,25 | Franziska Hentke  | GER     | 2.05,16 |
| 2. Berlijn   | Chad le Clos | RSA    | 1.49,33 | Franziska Hentke  | GER     | 2.04,06 |
| 3. Moskou    | Chad le Clos | RSA    | 1.49,10 | Zsuzsanna Jakabos | HUN     | 2.06,44 |
| 4. Peking    | Chad le Clos | RSA    | 1.49,82 | Liu Siyu          | CHN     | 2.05,44 |
| 5. Dubai     | Chad le Clos | RSA    | 1.49,71 | Katinka Hosszú    | HUN     | 2.05,62 |
| 6. Doha      | Daiya Seto   | JPN    | 1.49,84 | Katinka Hosszú    | HUN     | 2.03,34 |
| 6. Doha      | Daiya Seto   | JPN    | 1.49,84 | Madeline Groves   | AUS     | 2.03,34 |
| 7. Singapore | Daiya Seto   | JPN    | 1.49,53 | Katinka Hosszú    | HUN     | 2.05,95 |
| 8. Tokio     | Daiya Seto   | JPN    | 1.49,93 | Katinka Hosszú    | HUN     | 2.03,92 |
| 9. Hongkong  | Chad le Clos | RSA    | 1.49,95 | Katinka Hosszú    | HUN     | 2.06,09 |

### Wisselslag

#### 100 meter
| Wedstrijd    | Mannen           | Mannen | Mannen   | Vrouwen        | Vrouwen | Vrouwen |
| Wedstrijd    | Winnaar          | Land   | Tijd     | Winnaar        | Land    | Tijd    |
| ------------ | ---------------- | ------ | -------- | -------------- | ------- | ------- |
| 1. Chartres  | Vladimir Morozov | RUS    | 50,60 WR | Katinka Hosszú | HUN     | 57,63   |
| 2. Berlijn   | Vladimir Morozov | RUS    | 50,30 WR | Katinka Hosszú | HUN     | 57,12   |
| 3. Moskou    | Vladimir Morozov | RUS    | 51,03    | Katinka Hosszú | HUN     | 57,76   |
| 4. Peking    | Vladimir Morozov | RUS    | 51,06    | Katinka Hosszú | HUN     | 58,10   |
| 5. Dubai     | Vladimir Morozov | RUS    | 51,05    | Katinka Hosszú | HUN     | 58,09   |
| 6. Doha      | Vladimir Morozov | RUS    | 51,75    | Katinka Hosszú | HUN     | 57,82   |
| 7. Singapore | Vladimir Morozov | RUS    | 50,70    | Katinka Hosszú | HUN     | 58,45   |
| 8. Tokio     | Vladimir Morozov | RUS    | 50,55    | Katinka Hosszú | HUN     | 57,47   |
| 9. Hongkong  | Vladimir Morozov | RUS    | 50,33    | Katinka Hosszú | HUN     | 58,21   |

#### 200 meter
| Wedstrijd    | Mannen        | Mannen | Mannen  | Vrouwen        | Vrouwen | Vrouwen |
| Wedstrijd    | Winnaar       | Land   | Tijd    | Winnaar        | Land    | Tijd    |
| ------------ | ------------- | ------ | ------- | -------------- | ------- | ------- |
| 1. Chartres  | Philip Heintz | GER    | 1.52,03 | Katinka Hosszú | HUN     | 2.06,64 |
| 2. Berlijn   | Philip Heintz | GER    | 1.51,92 | Katinka Hosszú | HUN     | 2.05,57 |
| 3. Moskou    | Philip Heintz | GER    | 1.52,93 | Katinka Hosszú | HUN     | 2.05,60 |
| 4. Peking    | Wang Shun     | CHN    | 1.51,63 | Katinka Hosszú | HUN     | 2.07,37 |
| 5. Dubai     | Daiya Seto    | JPN    | 1.52,41 | Katinka Hosszú | HUN     | 2.05,87 |
| 6. Doha      | Daiya Seto    | JPN    | 1.52,49 | Katinka Hosszú | HUN     | 2.05,77 |
| 7. Singapore | Daiya Seto    | JPN    | 1.52,80 | Katinka Hosszú | HUN     | 2.06,25 |
| 8. Tokio     | Daiya Seto    | JPN    | 1.52,48 | Katinka Hosszú | HUN     | 2.04,56 |
| 9. Hongkong  | Daiya Seto    | JPN    | 1.53,09 | Katinka Hosszú | HUN     | 2.05,39 |

#### 400 meter
| Wedstrijd    | Mannen            | Mannen | Mannen  | Vrouwen        | Vrouwen | Vrouwen |
| Wedstrijd    | Winnaar           | Land   | Tijd    | Winnaar        | Land    | Tijd    |
| ------------ | ----------------- | ------ | ------- | -------------- | ------- | ------- |
| 1. Chartres  | Philip Heintz     | GER    | 4.03,51 | Katinka Hosszú | HUN     | 4.27,67 |
| 2. Berlijn   | Philip Heintz     | GER    | 4.02,84 | Katinka Hosszú | HUN     | 4.25,69 |
| 3. Moskou    | Hiromasa Fujimori | JPN    | 4.04,04 | Katinka Hosszú | HUN     | 4.28,32 |
| 4. Peking    | Daiya Seto        | JPN    | 4.04,26 | Katinka Hosszú | HUN     | 4.33,60 |
| 5. Dubai     | Daiya Seto        | JPN    | 4.00,93 | Katinka Hosszú | HUN     | 4.33,84 |
| 6. Doha      | Daiya Seto        | JPN    | 4.02,39 | Katinka Hosszú | HUN     | 4.31,18 |
| 7. Singapore | Daiya Seto        | JPN    | 4.04,60 | Katinka Hosszú | HUN     | 4.29,03 |
| 8. Tokio     | Daiya Seto        | JPN    | 4.03,42 | Katinka Hosszú | HUN     | 4.28,46 |
| 9. Hongkong  | Daiya Seto        | JPN    | 4.04,11 | Katinka Hosszú | HUN     | 4.28,50 |